# 节点 (电信网络)
在电信网络中，一个节点（英語：node）是一个连接点，表示一个再分发点（redistribution point）或一个通信端点（一些终端设备）。节点的定义依赖于所提及的网络和协议层。一个物理网络节点是一个连接到网络的有源电子设备，能够通过通信通道发送、接收或转发信息。因此，无源分发点（如配线架或接插板）不是节点。
在网络理论或图论中，术语节点表示网络拓扑中，线相交或分支的点。

## 计算机网络节点
在数据通信中，一个物理网络节点可以是数据电路端接设备（DCE），如调制解调器、 集线器、桥接器或交换机；也可以是一个数据终端设备（DTE），如数字手机，打印机或主机（例如路由器、工作站或服务器）。
如果所讨论的网络是一个LAN或WAN，每一个LAN或WAN节点（至少应该是数据链路层设备）必须拥有MAC地址，一般每个网卡拥有一个。例如计算机、包交换机、xDSL调制解调器（带有乙太接口）以及无线LAN接入点。注意，集线器构成一个物理网络节点，但是并不构成LAN网络节点。这是因为一个使用集线器连接的网络逻辑上来说是一个总线网络。类似的，中继器或PSTN调制解调器（带有串行接口）是一个物理网络节点而不是一个LAN节点。
如果所讨论的网络是Internet或一个Intranet，许多物理网络节点是主机（即通过IP地址来标识的Internet节点）。所有的主机都是物理网络节点。但是，一些数据链路层设备，如交换机、桥接器和WLAN 接入点不拥有IP主机地址（除了有时用于管理目的），这些设备不认为是Internet节点或主机，但它们是物理网络节点和LAN节点。

## 电信网络节点
在固定电话网络中，一个节点可能是公开或私有的电话交换局、远程集线器或计算机，提供了一些智能网络服务。在蜂窝通信中，交换点和数据库，如基站控制器、归属位置寄存器、网关GPRS支持节点（GGSN）和GPRS服务支持节点（SGSN）都是节点的例子。蜂窝网络基站在此上下文中不被认为是节点。
在有线电视系统（CATV）中，这个术语有较广的语境，通常与光纤节点相关。这可以被定义为由一个公共光纤接收器提供服务的特定地理范围内的家庭或办公地点。一个光纤节点通常使用特定光纤节点所服务的"家园通过"数来描述。